# Traje espacial Sokol

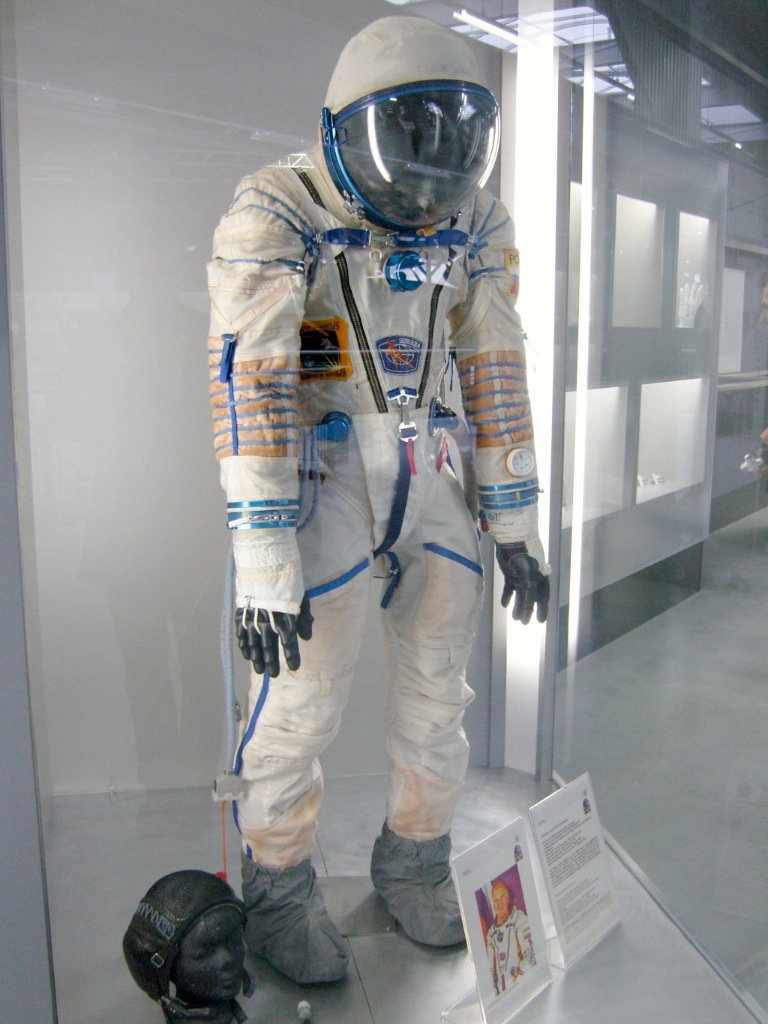
A variante KV-2 do Traje espacial Sokol.

O Traje espacial Sokol, em russo Cокол que significa "Falcão", é um tipo de traje espacial russo, usado por todos os astronautas que tripulam espaçonaves Soyuz.
Ele foi introduzido em 1973, e continua em uso até os dias de hoje. A sua função primária, é ser um traje de salvamento, e não tem capacidade de uso fora de uma espaçonave. Em vez disso, seu objetivo é manter o usuário vivo em caso de despressurização acidental da espaçonave.
No sentido de sua aplicação, ele é similar ao traje ACES usado pelos tripulantes do Ônibus Espacial da NASA.